# Gran rei d'Irlanda
El Gran rei d'Irlanda (en irlandès Ard Rí na hÉireann) fa referència als llegendaris reis del Pujol de Tara. També fa referència a posteriors reis que, segons el període, van ser o bé els reis més poderosos dels seus dies o en temps posteriors la més alta autoritat de les terres de l'illa d'Irlanda.

## Significat de Gran rei
La llista tradicional dels anomenats amb el títol de «Gran rei» es remunta a milers d'anys, entre el segon mil·lenni abans de Crist, i les primeres entrades són força mítiques. No es té certesa en quin punt la llista comença a referir-se a individus històrics i tampoc en quin punt es pot anomenar aquests individus Gran rei en el posterior sentit de la paraula.
La majoria dels erudits creuen que la idea d'un «Gran rei» era una construcció pseudohistòrica del segle viii que va situar un rei de tota Irlanda en el cim de la fragmentada piràmide del regnat que existia en aquests temps.
Aquesta noció de Gran regne va actuar com a estímul per a una centralització més gran i va ser convertida en realitat política a la meitat del segle ix. Fins força recent el desenvolupament d'un rei d'Irlanda prenormand s'ha expressat en termes simplistes amb historiadors unionistes i nacionalistes que se n'alegren de retratar l'era prenormanda de l'illa com una jerarquia immutable de reis per als seus propis propòsits.
A la historiografia unionista el retrat dibuixat ha estat el d'una anarquia tribal, mentre que el de la historiografia nacionalista ha estat una harmonia utòpica. Historiadors moderns rebutgen ambdues representacions com a simplistes, presentant una història del regne irlandès com més complex i paral·lel al desenvolupament d'un regne nacional a qualsevol lloc d'Europa.

## Grans reis sagrats
Els primers Grans reis irlandesos eren sagrats en caràcter. A la literatura narrativa primerenca un rei és un rei perquè es casa amb la deessa de la sobirania, està lliure de defectes, compleix la prerrogativa i evita els tabús simbòlics. D'acord amb els segles vii i viii, la llei emmarca una jerarquia de regnat i relacions de vassall en progrés des del Rí (rei d'un petit i únic regne) a través del Ruiri (Un rí que era el rei de diversos regnes petits) fins a un Rí ruirech (Un rí que era rei d'una província). Cada rei governava directament sol els dominis del seu propi i petit regne i era responsable d'assegurar un bon govern exercitant regles de fe, convocant la seva pròpia assemblea popular, augmentant impostos, treballs públics, relacions externes, defensa, legislació d'emergència, compliment de la llei i promulgar enjudiciament legal.

## Grans reis històrics
Durant alguns segles, el títol de Gran rei era merament honorífic, sense cap tipus d'implicació legal entre el «Gran rei» i d'altres reis provincials, més que el reconeixement de «primer» entre iguals.
Aquesta situació va començar a canviar durant el regnat de Brian Boru, rei de  Munster i primer «Gran rei» d'Irlanda que va governar efectivament sobre tota l'illa. És a partir d'aleshores quan els reis de les cinc províncies van començar a cobejar el títol, no solament com títol honorífic, sinó com a càrrec que comportava una autoritat política real sobre Irlanda.
Des d'aleshores, i fins a l'any 1172 en què es va produir la Invasió normanda d'Irlanda, diversos reis provincials van ostentar, amb una major o menor fortuna, el títol de «Gran rei». Entre ells es poden destacar els noms de Turlough O'Brien, Muirchertach O'Brien, Diarmait Mac Mail na mBo, Turlough O'Connor, Muirchertach MacLochlainn i Ruaidrí Ua Conchobair, que es va convertir en l'últim «Gran rei» d'Irlanda.